# Acanthochitona shirleyi
Acanthochitona shirleyi är en blötdjursart som beskrevs av Edwin Ashby 1922. Acanthochitona shirleyi ingår i släktet Acanthochitona och familjen Acanthochitonidae. Inga underarter finns listade i Catalogue of Life.